# Chelidonichthys capensis
Chelidonichthys capensis är en fiskart som först beskrevs av Cuvier 1829.  Chelidonichthys capensis ingår i släktet Chelidonichthys och familjen knotfiskar. Inga underarter finns listade i Catalogue of Life.